# Mistrovství České republiky v atletice 2016
47. Mistrovství České republiky mužů a žen v atletice 2016 se uskutečnilo ve dnech 17.–19. června 2016 na stadionu Míru v Táboře.
Mistrovství se zúčastnilo 475 závodníků (247 mužů a 228 žen) v 38 disciplínách (19 mužských a 19 ženských).

## Medailisté

### Muži
| Soutěž                          | Zlato                                                   | Stříbro                                                                 | Bronz                                           |
| 100 m                           | Jan Veleba 10.28                                        | Marcel Kadlec 10.53                                                     | Zdeněk Stromšík 10.54                           |
| 200 m                           | Jan Jirka 21.13                                         | Vojtěch Svoboda 21.53                                                   | Michal Tlustý 21.54                             |
| 400 m                           | Patrik Šorm 46.60                                       | Jan Tesař 46.89                                                         | Michal Desenský 47.03                           |
| 800 m                           | Martin Sadil 1:54.61                                    | Matěj Pavlíček 1:54.85                                                  | Filip Šnejdr 1:54.91                            |
| 1500 m                          | Jan Friš 3:50.92                                        | Petr Vitner 3:51.20                                                     | Jan Sýkora 3:52.33                              |
| 5000 m                          | David Kučera 14:46.01                                   | Lukáš Olejníček 14:49.09                                                | Filip Žižka 15:02.50                            |
| 10000 m Beroun 30. 4. 2016      | Lukáš Olejníček 30:13.57                                | Jan Kohut 31:32.57                                                      | Pavel Kubričan 31:35.40                         |
| Maratonský běh Praha 8. 5. 2016 | Petr Pechek 2:22:14                                     | Robert Krupička 2:24:56                                                 | Pavel Dymák 2:28:03                             |
| 110 m př.                       | Petr Peňáz 14.00                                        | Václav Sedlák 14.25                                                     | Marek Lukáš 14.61                               |
| 400 m př.                       | Michal Brož 50.88                                       | Vít Müller 51.04                                                        | Václav Barák 51.06                              |
| 3000 m př.                      | Lukáš Olejníček 8:59.30                                 | Michal Šmahel 9:10.04                                                   | Milan Hrazděra 9:11.58                          |
| 4 × 100 m                       | Král Povýšil Svoboda Kolář AC Slovan Liberec z.s. 41.27 | Jan Feher Rostislav Šulc Vojtěch Šulc Pavel Benda Spartak Praha 4 41.46 |                                                 |
| 4 × 400 m                       | A. Mach Šnejdr Černý Barák ASK Slavia Praha 3:15.54     | Němeček Friš Sadil M. Pavlíček TJ Dukla Praha 3:15.94                   | Hes Maruštík Beran Kubeš AK ŠKODA Plzeň 3:20.10 |
| Skok do výšky                   | Jaroslav Bába 2.12 m                                    | Matúš Bubeník 2.08 m                                                    | David Šutera 2.08 m                             |
| Skok o tyči                     | Jan Kudlička 5.55 m                                     | Michal Balner 5.40 m                                                    | Lukáš Posekaný 5.40 m                           |
| Skok daleký                     | Adam Zelinka 7.70 m                                     | Milan Pírek 7.31 m                                                      | Jakub Nosek 7.25 m                              |
| Trojskok                        | Lukáš Kunc 15.68 m                                      | Jiří Vondráček 15.52 m                                                  | Jiří Zeman 15.20 m                              |
| Vrh koulí                       | Tomáš Staněk 20.39 m                                    | Ladislav Prášil 20.19 m                                                 | Martin Novák 19.15 m                            |
| Hod diskem                      | Marek Bárta 59.89 m                                     | Tomáš Voňavka 59.60 m                                                   | Jan Marcell 58.34 m                             |
| Hod kladivem                    | Lukáš Melich 74.88 m                                    | Michal Fiala 66.25 m                                                    | Petr Koucký 63.86 m                             |
| Hod oštěpem                     | Vitězslav Veselý 77.92 m                                | Petr Frydrych 76.95 m                                                   | Martin Sklenář 67.95 m                          |
| Desetiboj                       | Marek Lukáš 7877 bodů                                   | Jan Doležal 7707 bodů                                                   | Jakub Nosek 6597 bodů                           |
| 20 km chůze Poděbrady 9.4.2016  | Lukáš Gdula 1:25:50                                     | Pavel Schrom 1:28:40                                                    | Ondřej Motl 1:33:08                             |
| 50 km chůze Dudince 19.3.2016   | Lukáš Gdula 3:54:29                                     | Pavel Schrom 4:05:09                                                    | Ondřej Motl 4:08:52                             |

### Ženy
| Soutěž                         | Zlato                                                                                  | Stříbro                                                                                 | Bronz                                                                                   |
| 100 m                          | Barbora Procházková 11.51                                                              | Nikola Bendová 11.57                                                                    | Martina Štychová 11.73                                                                  |
| 200 m                          | Barbora Procházková 23.71                                                              | Nikola Bendová 23.72                                                                    | Marcela Pírková 23.98                                                                   |
| 400 m                          | Denisa Rosolová 54.11                                                                  | Zdeňka Seidlová 54.93                                                                   | Alena Ulrichová 55.68                                                                   |
| 800 m                          | Vendula Hluchá 2:09.79                                                                 | Lenka Masná 2:10.05                                                                     | Eliška Kutrová 2:10.51                                                                  |
| 1500 m                         | Simona Vrzalová 4:14.45                                                                | Kristiina Sasínek Mäki 4:16.60                                                          | Tereza Čapková 4:17.00                                                                  |
| 5000 m                         | Simona Vrzalová 16:41.00                                                               | Petra Vašinová 16:49.21                                                                 | Lucie Maršánová 16:49.59                                                                |
| 100 m př.                      | Kateřina Cachová 13.08                                                                 | Lucie Koudelová 13.12                                                                   | Kateřina Dvořáková 13.66                                                                |
| 400 m př.                      | Tereza Vokálová 57.22                                                                  | Kateřina Hálová 58.15                                                                   | Lucie Taclíková 58.35                                                                   |
| 3000 m př.                     | Lucie Sekanová 9:59:56                                                                 | Eva Krchová 10:01.94                                                                    | Michaela Drábková 10:27.02                                                              |
| 4 × 100 m                      | Lucie Domská Barbora Procházková Martina Hofmanová Kobianová USK Praha 45.29           | A. Strnadová Pavla Hřivnová Markéta Mrňová Marcela Pírková AK Olymp Brno 47.20          | Šárka Hlaváčková Šárka Kalvová Agáta Kolingerová Jíchová ASK Slavia Praha 47.29         |
| 4 × 400 m                      | Kateřina Turková Anna Šimková Anna D´Ambrosca Lucie Taclíková ASK Slavia Praha 3:50.25 | Veronika Meczlová Sára Sumegová Anna Suráková Tereza Petržilková AK Škoda Plzeň 3:51.95 | Edita Sklenská Karolína Strnadová Petra Herzogová Věra Holubářová AK Olymp Brno 3:53.07 |
| Skok do výšky                  | Michaela Hrubá 1.93 m                                                                  | Lada Pejcharová 1.86 m                                                                  | Nikola Strachová 1.80 m                                                                 |
| Skok o tyči                    | Rebeka Šilhanová 4.40 m                                                                | Jiřina Ptáčníková 4.30 m                                                                | Aneta Morysková 4.18 m                                                                  |
| Skok daleký                    | Jana Korešová 6.47 m                                                                   | Kateřina Cachová 6.18 m                                                                 | Anna Švecová 6.12 m                                                                     |
| Trojskok                       | Lucie Májková 13.93 m                                                                  | Šárka Buranská 12.61 m                                                                  | Dominika Horniaková 12.60 m                                                             |
| Vrh koulí                      | Markéta Červenková 16.69 m                                                             | Jana Kárníková 15.01 m                                                                  | Petra Klementová 14.80 m                                                                |
| Hod diskem                     | Eliška Staňková 55.43 m                                                                | Zuzana Kubicová 48.44 m                                                                 | Barbora Tichá 45.72 m                                                                   |
| Hod kladivem                   | Kateřina Šafránková 71.06 m                                                            | Tereza Králová 65.78 m                                                                  | Pavla Kuklová 61.61 m                                                                   |
| Hod oštěpem                    | Barbora Špotáková 66.87 m                                                              | Jarmila Jurkovičová 56.78 m                                                             | Nikol Tabačková 55.29 m                                                                 |
| Sedmiboj                       | Kateřina Cachová 6285 bodů                                                             | Katarína Kuštárová 5568 bodů                                                            | Stanislava Lajčáková 5442 bodů                                                          |
| 20 km chůze Poděbrady 9.4.2016 | Tereza Korvasová 1:50:55                                                               | Lenka Borovičková 1:59:05                                                               | Martina Netolická 2:09:39                                                               |